# 4-(4-メチルフェニル)-4-オキソ酪酸
4-(4-メチルフェニル)-4-オキソ酪酸 (4-(4-Methylphenyl)-4-oxobutanoic acid) は、カルボン酸のひとつ。常圧下での融点127℃～130℃。白い粉状で水に不溶。4-(4-メチルフェニル)-4-オキソブタン酸など別名がいくつかある。この化合物はフリーデル・クラフツ反応を利用して合成できる。大学では有機化学の教育の一環として合成法を教えるために、この化合物の合成が行われることもある。